# Valtellina
Valtellina (lombardisk Valtulina) er en alpedal i den norditalienske regionen Lombardiet. Dalen begynder hvor floden Adda munder ud i Comosøen og strækker sig mod nordvest langs Addas løb mod Bormio. Valtellina er 100 km lang og udgør med 2.640 km² og 158.000 indbyggere hovedparten af provinsen Sondrio. Dalens vigtigste byer er Sondrio, Morbegno, Tirano og Bormio.

## Geografi
Dalen kan inddeles i to. Den øvre Valtellina er en smal og stejl dal, øverst i nord–sydlig retning, så i nordøst–sydvestlig retning. Denne del ligger mellem Livigno-Alperne (op til 3.439 moh.) i vest og Ortleralperne (3.905 moh.) og Sobretta (3.296 moh.) i øst. Over Foscagnopasset er den forbundet med Val di Livigno, over Umbrailpasset med Val Müstair (Graubünden, Schweiz), over Stilfser Joch med Vinschgau (Sydtyrol), og over Gaviapasset med Val Camonica (Lombardiet) og Val di Sole (Trentino). Hovedbyen er Bormio. Sidedale af den øvre Valtellina er Val Fraele (ubeboet), Val Viola Bormina og Val Grosina på dalens højre (vestlige) side, og Valfurva på dalens venstre (østlige) side.
Bjergpasset Passo Mortirolo ligger i dalen Valtellina.
Den nedre del af Valtellina er bredere og ikke så stejl, og strækker sig i øst–vestlig retning. Den indrammes af Bernina-Alperne (4.049 moh.) i nord og Bergamo Alperne (3.052 moh.) i syd. Apricapasset danner en forbindelse til Valcamonica. Sidedale er Valmalenco og Val Masino mod nord og Valle di Tartano mod syd.
Ved byen Tirano, som ligger mellem den nedre og øvre Valtellina, begynder desuden Valposchiavo. Denne er også en sidedal til Valtellina, men hører til den schweiziske kanton Graubünden.
Kommunen Livigno udgør en egen dal, som hydrologisk set ikke hører til Valtellina, men til Engadin. Den afvander nemlig via floden Spöl til Inn, Donau og Sortehavet, ikke via Adda til Po og Adriaterhavet. Alligevel regnes Livigno politisk og historisk til Valtellina.
Den nedre Valtellina er et vigtigt geologisk skel. Den er nemlig del af en stor forkastning (den periadriatiske forkastning) som skiller sydalpine fra østalpine bjergarter.

## Administrativ inddeling
De 65 kommuner i Valtellina er gået sammen i fire distrikter (comunità montane). I den nedre Valtellina ligger Valtellina di Morbegno og Valtellina di Sondrio. Ved overgangen til øvre Valtellina, med andel i begge deler av dalen, ligger Valtellina di Tirano. Det højestbeliggende distrikt (Alta Valtellina) er sammenfaldende med den historiske region Bormio.
Ud over Valtellina består provinsen Sondrio af dalen Valchiavenna. Denne dals 13 kommuner udgør provinsens femte distrikt. Begge dalene mødes ved Comosøen.

## Navn
Dalens navn betød sandsynligvis oprindelig «Tellius-dalen», hvor Tellius var navnet på nutidens landsby Teglio, som ligger omtrent midt i dalen. På tysk omtales dalen som Veltlin.

## Historie
Valtellina blev bosat i førromersk tid af keltiske, liguriske og etruskiske stammer. I folkevandringstiden kom langobarder til Valtellina. Karl den store gav dalen til Klosteret St. Denis, mens det var biskoppen af Como som var den rigsumiddelbare hersker over dalen. Også biskoppen af Chur gjorde krav på Alta Valtellina (samt Valchiavenna og Valposchiavo), og indsatte adelsslægten Matsch, som sandsynligvis havde sin oprindelse i Mazzo di Valtellina, som fogeder i disse områder.
1348 tilfaldt Valtellina, Valchiavenna og Valposchiavo hertugdømmet Milano. Indbyggerne i Valposchiavo meldte sig imidlertid i 1408 ind i De tre forbund (nutidens Graubünden). De tre forbund prøvde også at få kontrollen over de resterende dale, og lykkedes med det i 1512. Valtellina (tysk Veltlin) inklusiv Bormio (tysk Worms) og Valchiavenna (tysk Kleven) blev derefter gjort til Untertanenlande (vasalstater).
Natten til den 19. juli 1620 blev reformationen i Valchiavenna stoppet med drabet på mange hundrede reformerede indbyggere. Dette skabte borgerkrigsaktige tilstande, som varede til 1639. Kontrollen over dalen lå i denne tid midlertidig ved Milano (som da tilhørte den spanske linje af huset Habsburg).
Tiden som vasalstat under Graubünden sluttede i 1797, da Napoleon lagde Valtellina til den nyoprettede Cisalpinske republik. Forhandlingerne mellem Valtellina og Graubünden om medlemskab i kantonen førte ikke til noget resultat. Dermed kom dalen med Wienerkongressen (1815) til det habsburgske Lombardo-venetiske kongedømme, 1859 til Kongedømmet Sardinien og 1861 til Kongedømmet Italien.

## Vin
Valtellina har mange vinbjerge og producerer flere vine af høj kvalitet. Dalen har givet navn til druesorten Veltliner.